# Coen Flink
Coenraad (Coen) Flink (Amsterdam, 24 april 1932 – Blaricum, 29 juni 2000) was een Nederlandse acteur die in de jaren vijftig en zestig successen boekte met grote rollen in het theater en in later jaren vooral te zien was in sitcoms op de Nederlandse televisie.

## Biografie
Hij werd geboren als zoon van de acteurs Richard Flink en Mieke Verstraete. Flink volgde de Amsterdamse Toneelschool, waar hij in 1953 afstudeerde. De laatste jaren van zijn leven was hij voornamelijk bekend als opa Buys, in de serie Oppassen!!! Ook deed hij veel voice-overwerk voor Disneyfilms, zoals Baloe in Jungle Boek, Kleine Jan in Robin Hood, Grumpy in Sneeuwwitje, Mufasa in De Leeuwenkoning en Zeus in Hercules.
Naast zijn filmwerk deed Flink ook veel theaterwerk. Hij werkte bij de Haagse Comedie en het Nieuw Rotterdams Toneel. Tussen 1953 en 1966, het jaar dat hij het toneel afzwoer, was Flink een bekende persoonlijkheid op de planken. Hij had rollen in De koopman van Venetië, Caesar en Cleopatra. Na 1966 begon hij met zijn vrouw Ellen van Hemert (een actrice die overgestapt was naar het schilderen) een leven buiten de schijnwerpers. Hij keerde in 1976 nog even terug op de planken, samen met zijn neef Jules Croiset. Ze speelden in de vrije productie Grote bek en grote buik. Na 1976 keerde hij niet terug op de planken. Hij deed financieel een enorme stap terug. Hij leefde zelfs enige tijd van de bijstand, maar verkoos de armoe boven het succes. Flink reisde in die tijd met zijn vrouw en drie kinderen Margje, Jesse en Jeroen in twee caravans door Europa. Na jaren van rondreizen vestigden zij zich definitief in 't Gooi. Flink verdiende vervolgens zijn geld met het inspreken van radio- en televisiereclame en met rollen op televisie. Na zijn rol van buurman Buys in Zeg 'ns Aaa kreeg hij een rol in Oppassen!!!
Flink overleed op 29 juni 2000 op 68-jarige leeftijd aan alvleesklierkanker. Op 3 juli 2000 werd hij in besloten kring gecremeerd, op de dag dat het nieuws van zijn dood bekend werd gemaakt. Voor de buitenwereld kwam zijn overlijden volledig onverwacht. Enkele dagen later, op 6 juli 2000, was Flink voor het laatst te zien in de film Storm in mijn hoofd, waarin hij de hoofdrol speelde.

## Persoonlijk
Hij trad in 1959 in het huwelijk met Ellen van Hemert, de dochter van Willy van Hemert.
Zijn zoon Jesse Flink (1959) was in de jaren '90 PvdA-wethouder in Hilversum en debuteerde in 2025 met een autobiografisch boek getiteld "De grote leugen".

## Filmografie
- Storm in mijn hoofd (2000) – Lucas Bron
- Het jaar van de opvolging (televisieserie, 1998) – Willem Rahusen
- Kinderen voor Kinderen 14 (1993) – Oom Harrie
- De tussentijd (1993) – Felix
- Op afbetaling (televisiefilm, 1992) – Grewestein
- Bij nader inzien (televisieserie, 1991) – Paul
- Oppassen!!! (televisieserie, 1991-2000) – Opa Henry Buys (hoofdrol), Oom Eugene (terugkerende gastrol)
- Zeg 'ns Aaa (televisieserie, 1989-1993) – Buurman Buys
- Laat maar zitten (televisieserie, 1988-1990) – Jack de Noorman
- Honneponnetje (1988) – Desiderius
- Havinck (1987) – Bork
- Moordspel (televisieserie, 1987) – Inspecteur Maarschalk
- De Appelgaard (televisieserie, 1985) – Jan Blom
- Pastorale 1943 (1978) – Hammer
- Hollands Glorie (televisieserie, 1977) – kapitein Sjemonov
- Flanagan (1975)
- Pipo in Marobia (televisieserie, 1974) – Keizer Kalief
- Voorlezen van De scheepsjongens van Bontekoe op televisie (plm. 1969)
- Klatergoud (televisieserie, 1971) – Gilles
- Karakter (televisieserie, 1971) – Mr. de Gankelaar
- De kleine waarheid (televisieserie, 1970) – Jos Boswinkel
- Ritmeester Buat (televisieserie, 1968) – Ritmeester Buat
- Hadimassa (televisieserie, 1967-1972) – Ludwig van Beethoven[2]
- Adieu Richard (televisiefilm, 1967) – Clotaire
- De vuurtorenwachter (televisiefilm, 1962) – Streeter
- De dood van een handelsreiziger (televisiefilm, 1961) – Biff
- Die Jongen van Winslow (televisiefilm, 1959) – Dickie Winslow
- De Vliegende Hollander (1957)

## Stemacteur
NB: De jaartallen verwijzen naar de oorspronkelijke versies. In veel gevallen sprak Flink de geluidsband pas decennia later in.
- Hercules (1997) – Zeus
- De avonturen van Pinokkio (1996) – Geppetto
- De Leeuwenkoning (1994) – Mufasa
- Oliver & Co. (1988) – Fagin
- De wind in de wilgen (1987) – Meneer Pad
- De Bluffers (1986-1987) – Berezoet, Slimpie de vos, Dans het konijn
- Een avontuur met een staartje (1986) – Tijger
- The Wuzzles (1985) – Dwark & Commissarend
- Taran en de Toverketel (1985) – De gehoornde koning
- Gummi Beren (televisieserie, 1985-1991) – Gruffi
- De Snorkels (televisieserie, 1984-1988) – Gouverneur Nathals
- Seabert (televisieserie, 1984) – Zuurmeijer
- Sneeuwwitje en de zeven dwergen (1984) – Grumpy
- Heidi's Song (1982) – grootvader
- De laatste eenhoorn (1982) – koning Haggard
- De fluit met de zes smurfen (1976) – Matthijs Voddezak
- Trapito (1975) – Kapitein Houtpoot
- Robin Hood (1973) – Kleine Jan
- Kuifje en het Haaienmeer (1972) – Kapitein Haddock
- Brigadier Dog (1972) – Brigadier Dog
- De vrolijke piraten van Schateiland  (1971) – Kapitein Silver
- Jungle Boek (1967) – Baloe
- Merlijn de Tovenaar (1963) – Sir Ector
- Doornroosje (1959) (1959) – Prins Philip (Spraak)

## Andere
- Hoorspel Asterix in Indus-land (1988), als Obelix
- Hoorspel Michael Strogoff, koerier van de tsaar (1973)
- Hoorspel Zomaar een breimachine (1977)
- Hoorspel De Familie Doorsnee (1952) Fred als winkelbediende